# Бредское соглашение (1650)
Бредское соглашение (англ. Treaty of Breda) — договор, подписанный 1 мая 1650 года между Карлом II и шотландским правительством ковенантеров об условиях реставрации Карла II в качестве короля Шотландии. Заключен в городе Бреда, Нидерланды, где Карл проживал после эмиграции из Англии.

## Предпосылки
С 1639 году власть в Шотландии фактически принадлежала ковенантерам, добившихся в результате восстания 1637 года и победы в Епископских войнах 1639—1640 годов резкого ограничения полномочий короля и установления парламентской монархии в стране. В 1643 году ковенантеры заключили военно-религиозный союз с английским парламентом против роялистов с целью распространения шотландского пресвитерианства на всю территорию Британских островов. Однако после прихода в 1647 году к власти в Англии «индепендентов» и разгона в 1648 году английского парламента Оливером Кромвелем англо-шотландский союз рухнул. Более того, казнь в Лондоне короля Карла I вызвала бурное возмущение в Шотландии. Шотландское общество, несмотря на религиозный радикализм, оставалось в своей основе лояльным монархической идее. Поэтому уже в 1649 году начались переговоры со старшим сыном и наследником казнённого короля Карлом II об условиях его возвращения в Шотландию.

## Переговоры
С 1648 году у власти в Шотландии находилась наиболее радикальное крыло ковенантского движения — ремонстранты, резко враждебные роялистам и ставящие себе главной целью утверждение «чистого» пресвитерианства как в Шотландии, так и в Англии. Во главе ремонстрантов стоял Арчибальд Кэмпбелл, маркиз Аргайл. Признав право Карла II на шотландскую корону, радикалы стремились добиться от короля серьёзных политических и религиозных уступок как условие его возвращения и коронации.
25 октября 1649 года представители шотландского парламента начали переговоры с Карлом II в голландском городе Бреда. Первоначально, однако, король избегал идти на уступки: он надеялся на новое восстание роялистов в Шотландии, которое, в случае успеха, могло дать возможность Карлу самому диктовать условия парламенту. В частности он требовал отмены «Акта о классах» 1649 года, запрещавшего «ингейджерам» и роялистам занимать государственные должности в стране. Кроме того, король отказывался брать на себя обязательства по утверждению пресвитерианства в Англии и Ирландии.
Но надежды Карла на изменение политической ситуации в Шотландии не сбылись: экспедиция маркиза Монтроза в северную Шотландию провалилась, и роялисты были разбиты 26 апреля 1650 года при Карбисдейле. Это заставило короля, к разочарованию его сторонников, принять условия ковенантеров.

## Условия соглашения
Договор был подписан 1 мая 1650 года. Карл II обязался подписать «Национальный ковенант» и «Торжественную лигу» и обеспечить их внедрение на территории Англии и Ирландии. Все придворные короля должны были принять пресвитерианскую религию. Король также обещал утвердить все акты шотландского парламента, принятые после 1641 года. Наконец, Карл II денонсировал все соглашения, заключенные им с ирландскими католиками, и заявлял об осуждении экспедиции Монтроза. За это лидеры ковенантеров обеспечивали реставрацию Карла II в качестве короля Шотландии.
Условия Бредского соглашения были крайне унизительными для короля, фактически полностью капитулировавшего перед ковенантерами. Особенное разочарование вызвало у роялистов предательство короля по отношению к Монтрозу, который 20 мая 1650 года был казнён в Эдинбурге.

## Реставрация короля
23 июня 1650 года Карл II на корабле, везущим его в Шотландию, принёс присягу на верность Ковенанту. 1 января 1651 года он был коронован шотландским королём в Скуне. Однако правление короля продолжалось недолго: в сентябре 1651 года войска Карла II были разбиты Оливером Кромвелем в сражении при Вустере, король бежал во Францию, а Шотландия была завоёвана англичанами.